# Прераст Касоње
Прераст Касоње се налази у северозападном делу Хомоља, а смештена у најужем делу Осаничке епигенетске клисуре.
Од насеља Осаница удаљена је 2km узводно уз Осаничку реку. Укупна дужина ове прерасти износи 18m, а висина свода варира од 1m па све до 3m, док је просечна ширина 3m. Дебљина каменог свода износи 5m испод ког протиче Осаничка река. Иако поседује бројне специфичности са другим прерастима (изглед, величина, кречњачки састав итд.), Осаничка прераст се одликује сопственим специфичностима у морфолошкој еволуцији. Због своје близине насељу Осаница веома је приступачна свим посетиоцима. Према Осаничкој прерасти води макадамски пут поред реке, али последњих пар десетина метара до прерасти се може доћи искључиво ходајући кроз реку. Због тога се до саме прерасти може доћи само када је водостај реке низак, тада се може проћи и испод прерасти, а уколико је река набујала не може се ни прићи.
На путу до прерасти може се видети и вештачки изгрђен водопад на Осаничкој реци.